# Wartehalle

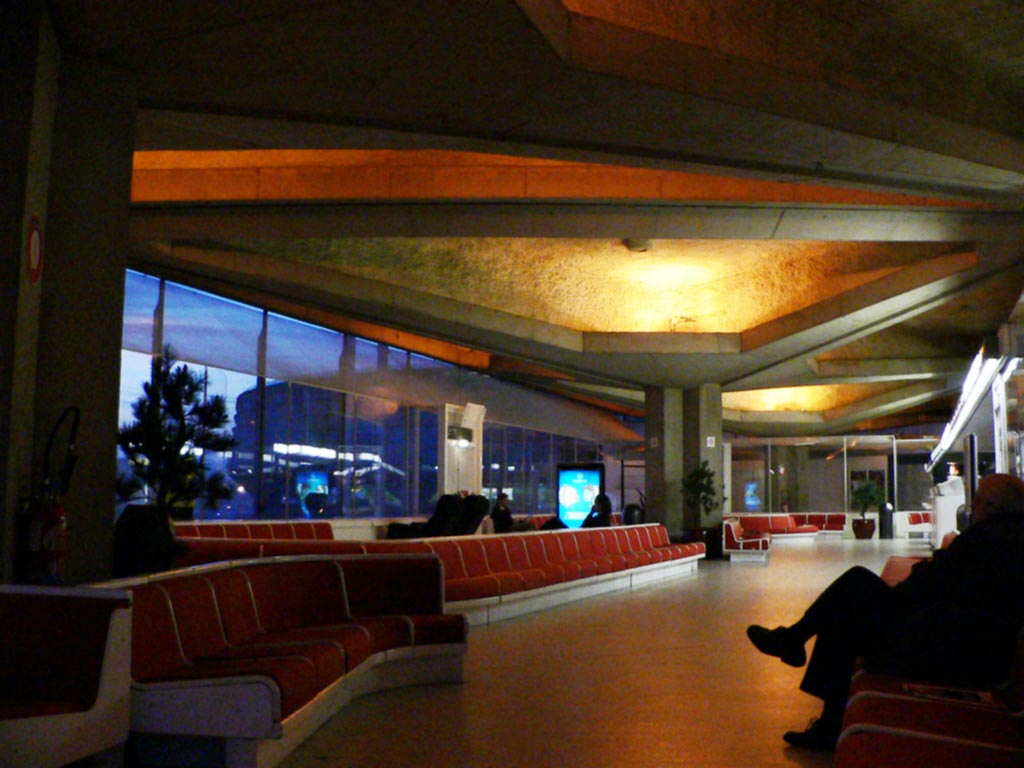
Wartehalle im Flughafen Paris-Charles de Gaulle

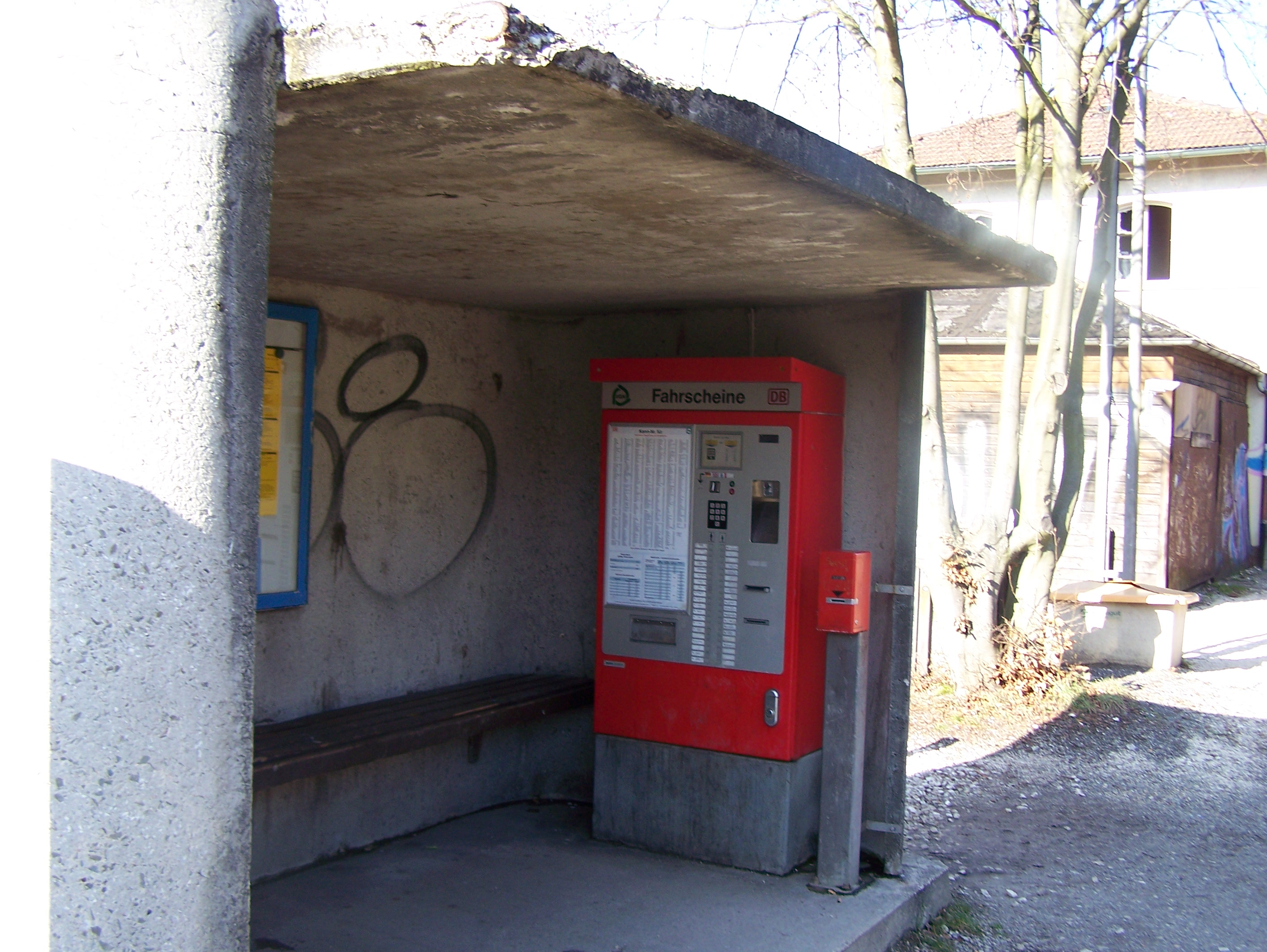
Wartehäuschen (Unterstand) eines Bahnhofs

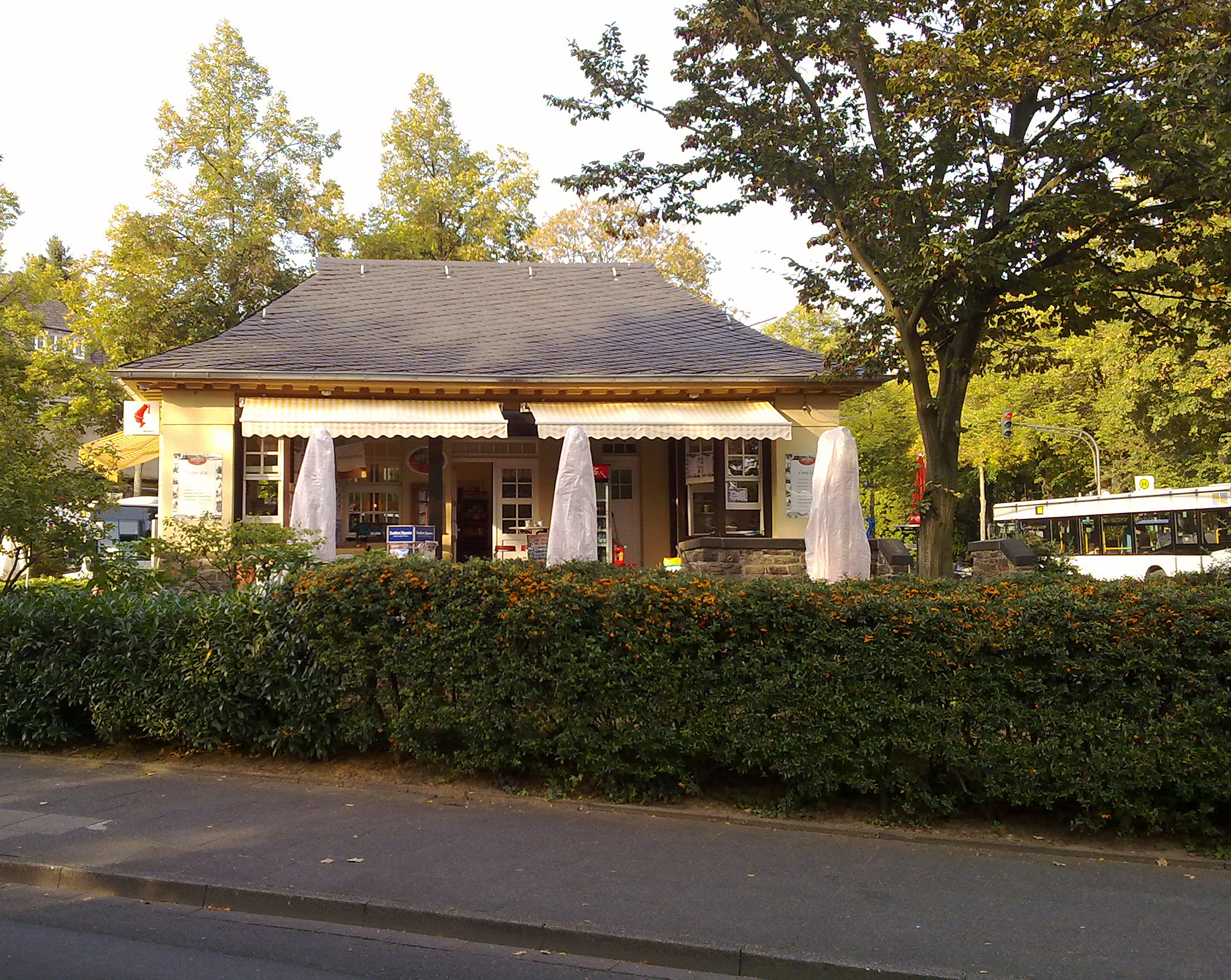
Ehemaliges Wartehäuschen der Straßenbahn BGM in Bonn (denkmalgeschützt)

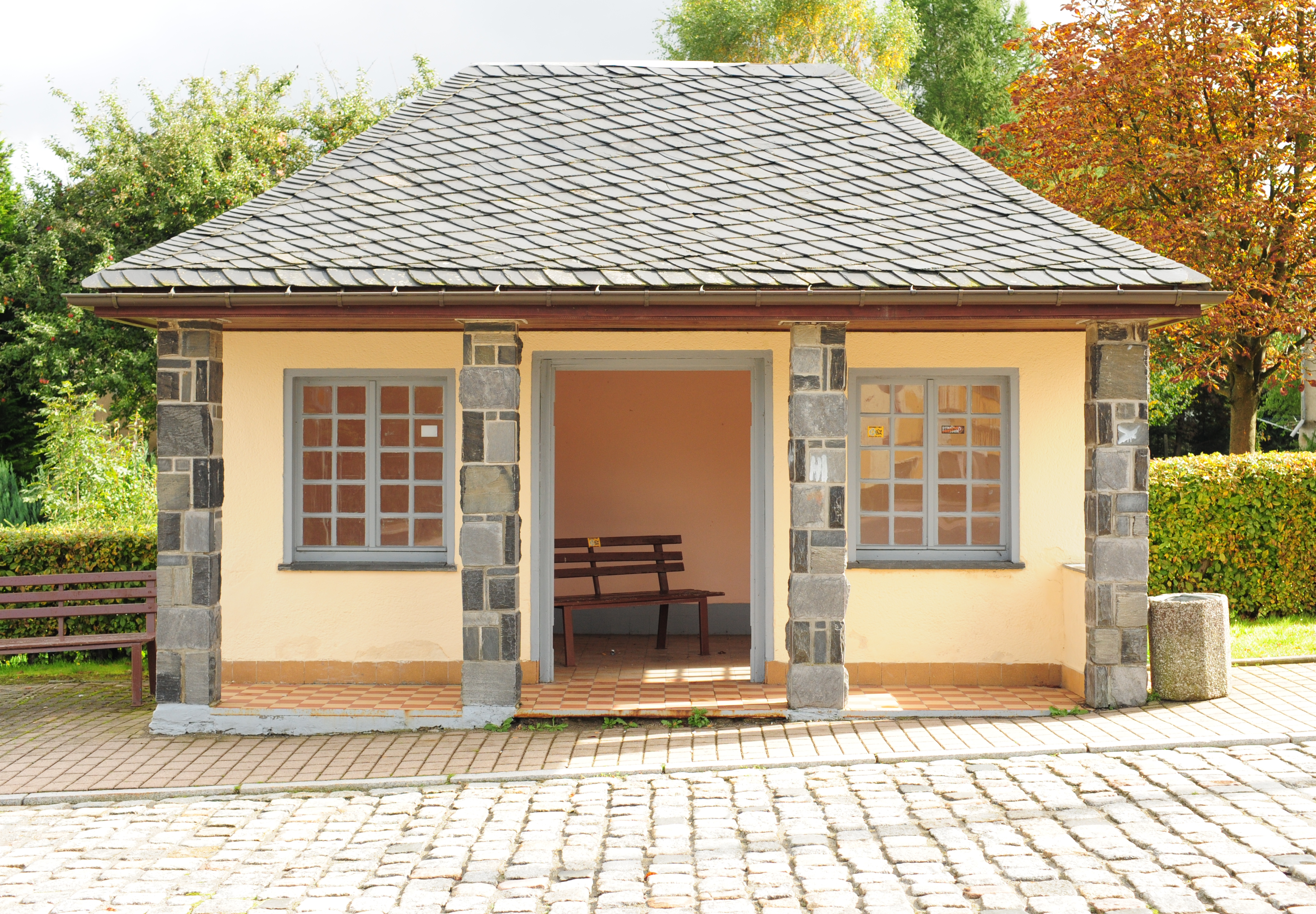
Wartehaus an der Bushaltestelle in Werda / Vogtland

Als Wartehalle, Warteraum, Wartesaal und Wartehäuschen bezeichnet man einen Raum, der Reisenden als Aufenthaltsraum bis zur Weiterreise dient.
Die unterschiedlichen Begriffe dienen der Klassifizierung:
Der Zweck eines mindestens an drei Seiten geschlossenen Wartehäuschens ist der Wind-, Wetter- und Kälteschutz, die Mindestausstattung ist eine Sitzmöglichkeit.
Mehr Komfort bieten Wartehalle oder Wartesaal innerhalb eines Empfangsgebäudes, oft in Verbindung mit Diensträumen (Stellwerk, Reisezentrum oder Fahrkartenschalter, Gepäckabfertigung usw.). Sie boten meist auch ein gastronomisches Angebot.
In der Vergangenheit waren diese Wartesäle in der Regel nur für Reisende mit Fahrkarte zugänglich; dies war auch deshalb notwendig, weil sich in den Wartesälen mitunter Kriminalität entwickelte: So suchte etwa der bekannte Serienmörder Fritz Haarmann seine Opfer bevorzugt in den Wartesälen des Hauptbahnhofes Hannover.
Die Luxusvariante, die nur einem erlesenen Kreis von Reisenden zugänglich war, wurde oft in einem Fürstenbahnhof vorgehalten und ist heute die Lounge. Als das System der Wagenklassen bei der Eisenbahn noch differenzierter war, gab es häufig in größeren Bahnhöfen auch verschiedene Wartesäle für die Fahrgäste der verschiedenen Klassen, dort war jeweils auch das Angebot von Speisen und Getränken in den Bahnhofsrestaurants den finanziellen Möglichkeiten der Gäste entsprechend. Eine solche Trennung gibt es seit 1997 mit der „DB Lounge“ auf wichtigen Bahnhöfen wieder.

## Wartehäuschen
Wartehäuschen dienen oft als Werbeträger und werden zumeist durch Werbeumsätze auf City-Light-Postern finanziert (siehe auch Namenssponsoring von Haltestellen). Die kleinsten Varianten finden sich auf dem Lande an Bushaltestellen. Sie sind manchmal in liebevoller Einzelarbeit von den Anwohnern aus unterschiedlichsten Materialien (Naturholz, Stein, Wellblech) gestaltet.
Das heute häufigste Haltestellen-Wartehäuschen ist eigentlich kein Häuschen, sondern vielmehr ein unter Verwendung von Glas hergestellter Unterstand. Dessen Ausführung ist oft sinnvollerweise so, dass sich eine seitliche Werbefläche nur rechter Hand („in Fahrtrichtung“) befindet. Dadurch bleibt der Blick entgegen der Fahrtrichtung frei und die Wartenden können ohne Verlassen des Unterstands ihr Verkehrsmittel herannahen sehen bzw. von dessen Fahrer gesehen werden.
Zu einer gut möblierten Haltestelle gehören Fahrplantafel, Papierkorb, Sitzbank oder Einzelsitze und möglichst auch Fahrradständer für Bike-and-ride (B+R). Zu seinen Grundfunktionen gehört eine ebene Aufstandsfläche, wenn das Gelände neben der Straße abfällt ein Geländer zum Anlehnen, eine Stufe, um die Grenze sicheren Stehens anzuzeigen und das Einsteigen zu erleichtern, Regenschutz und Sonnenabschattung durch eine Überdachung, Windschutz zumindest durch eine einfach gewinkelte Wand.
In Graz werden Wartehäuschen von der Werbefirma Ankünder errichtet, in Wien vom Unternehmen Gewista. Wegen Vandalismus und Diebstahl wurde in Wien der Versuch, ÖV-Wartehäuschen mit beleuchteten Stationsnamen auszustatten, nach 40 Haltestellen abgebrochen.
Wegen ihrer schützenden Funktion dienen Wartehäuschen häufig Menschen ohne festen Wohnsitz als Aufenthaltsort. Da diese oftmals von wartenden Fahrgästen als bedrohlich empfunden werden oder man von ihnen verursachte Verschmutzung befürchtet, kommt es mitunter zu Konflikten. Daher wird häufig versucht, das Wartehäuschen durch bauliche Maßnahmen für solche Personen möglichst unattraktiv zu machen. So werden statt Bänken mit durchgehender Sitzfläche Einzelsitze mit dazwischen angebrachten Armlehnen verwendet, auf denen man nicht liegen kann und die daher nicht als Schlafplatz dienen können.
Siehe auch: Stadtmöbel als Werbeträger

## Wartesaal als Metapher
Der Begriff „Wartesaal“ wird im künstlerischen Bereich oft metaphorisch verwendet. Hier einige Beispiele von Titeln:
- „Wer im Wartesaal der Liebe steht“, Lied der schwedischen Popgruppe ABBA
- „Wartesaal der Träume“, Lied der Kölner Mundart-Musikgruppe Höhner
- „Wartesaal zum kleinen Glück“, Drehbuch von Felix Huby
- „Im Wartesaal zum großen Glück“, Schlagertitel von Walter Andreas Schwarz
- „Im Wartesaal der Geschichte“, Buchtitel von Marion Gräfin Dönhoff
- „Im Wartesaal der Liedermacher“, Filmtitel von Jürgen Lodemann
- „Lebensmut im Wartesaal“, Buchtitel zum Thema Displaced Person von Angelika Königseder und Juliane Wetzel
- „Wartesaal“, Roman-Trilogie von Lion Feuchtwanger und Titel einer Zeitschrift von Max Aub

## Bilder

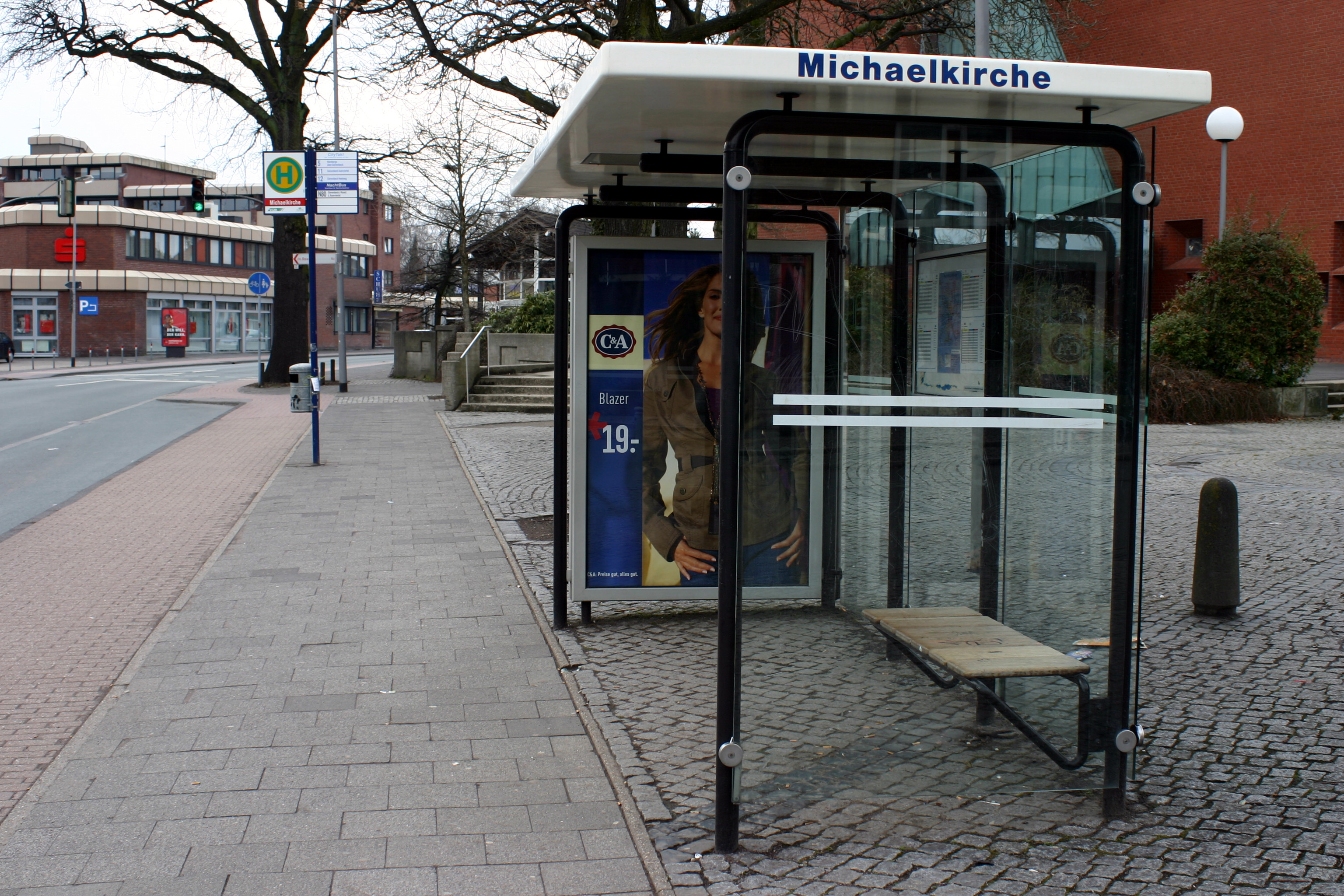
Bushaltestellen-Unterstand in Glas-Bauweise
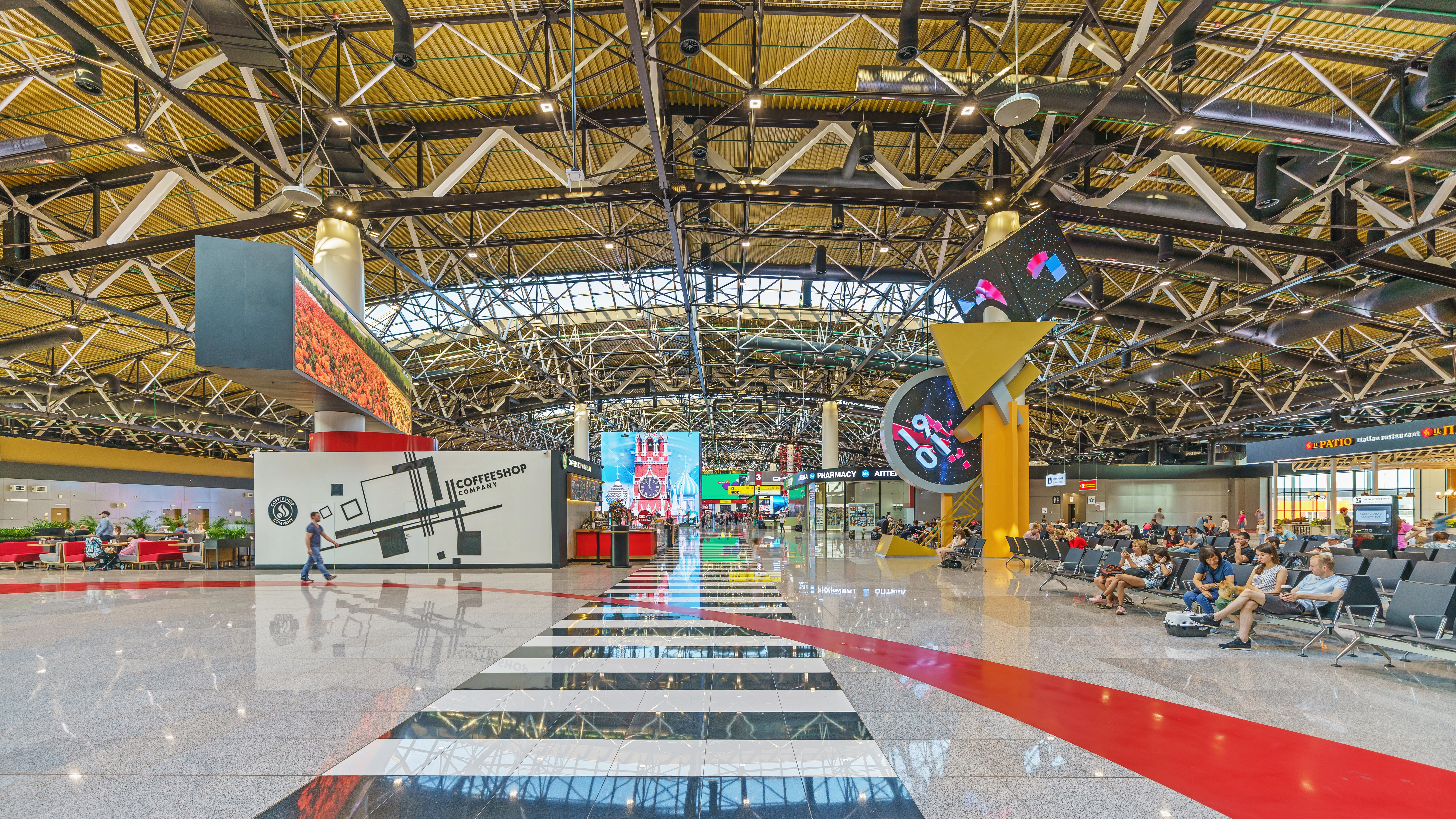
Wartehalle des Flughafens Moskau-Scheremetjewo, Russland
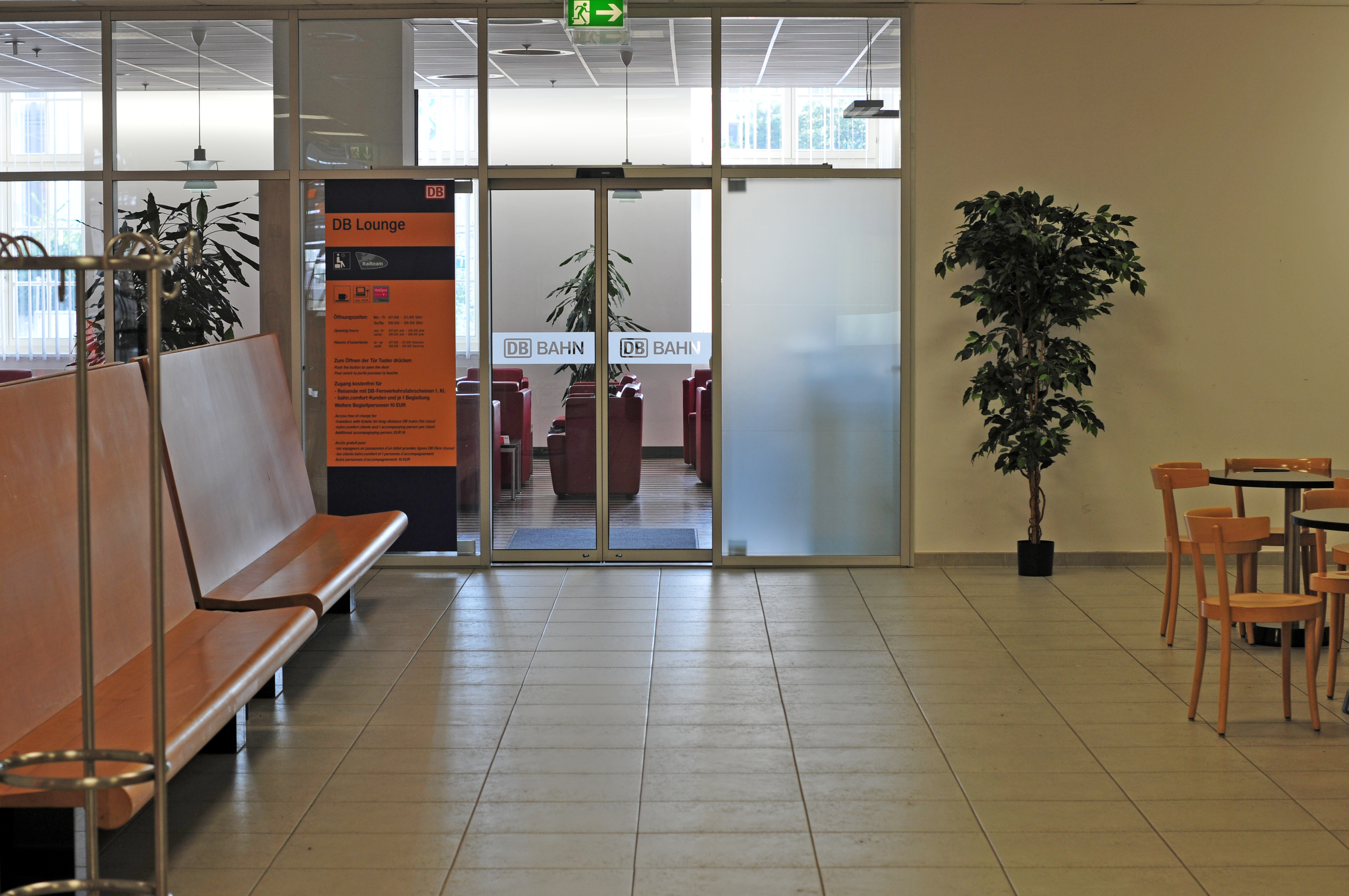
Warteraum im Leipziger Hauptbahnhof
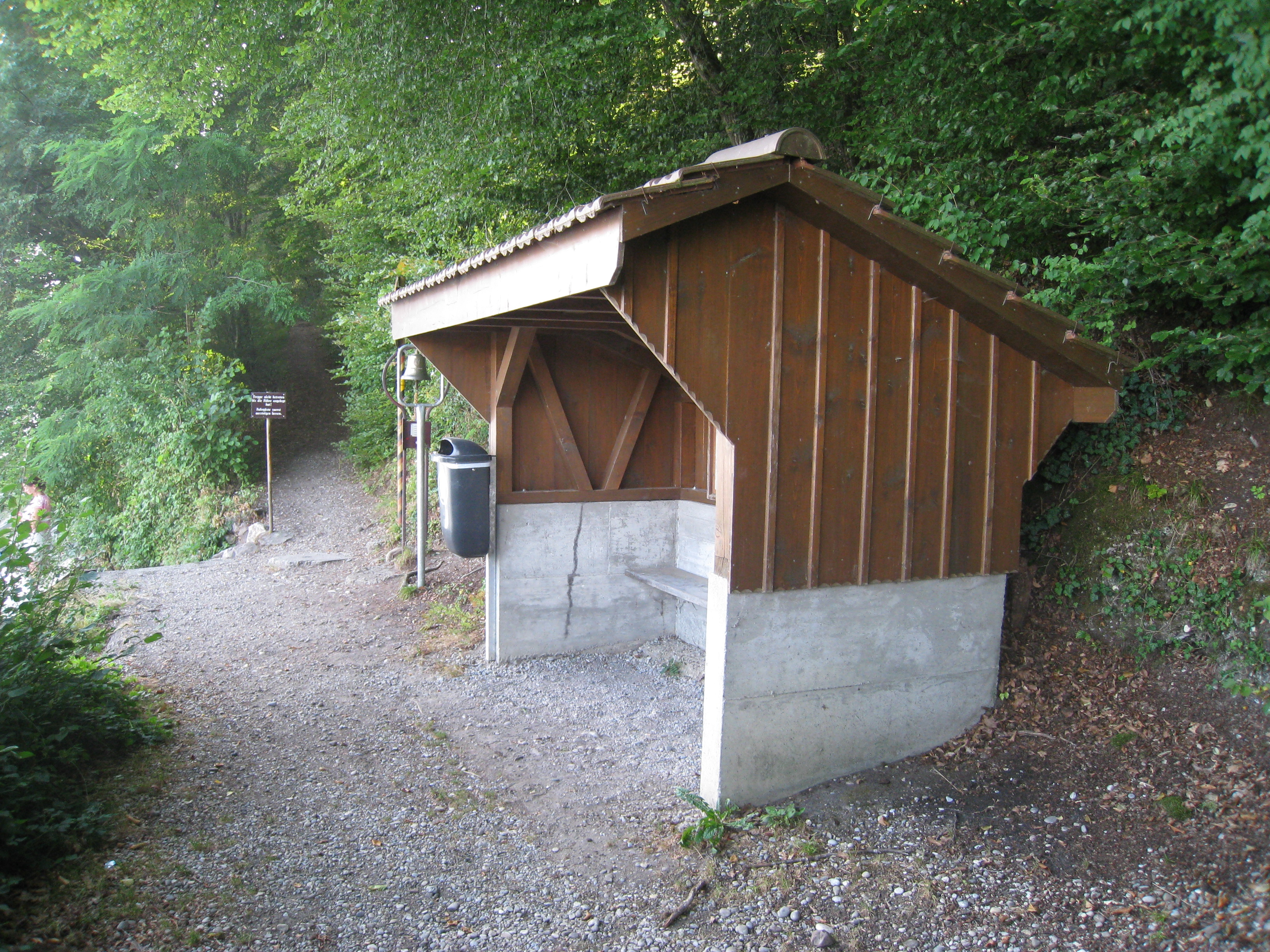
Wartehäuschen der Rheinfähre Ellikon–Nack auf deutscher Seite
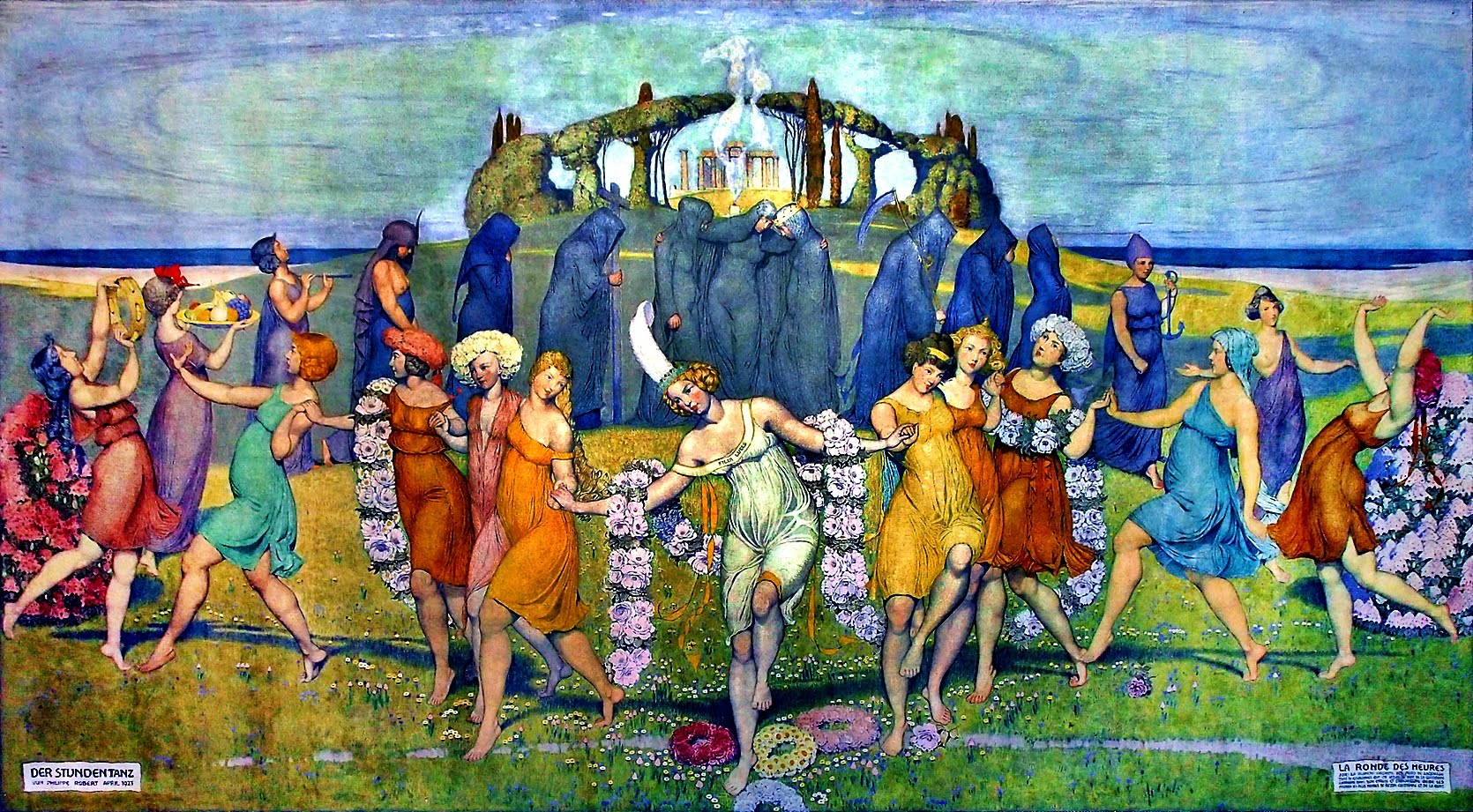
Der Stundentanz, thematisch passendes Gemälde im Wartesaal des Bahnhofs Biel/Bienne von Philippe Robert
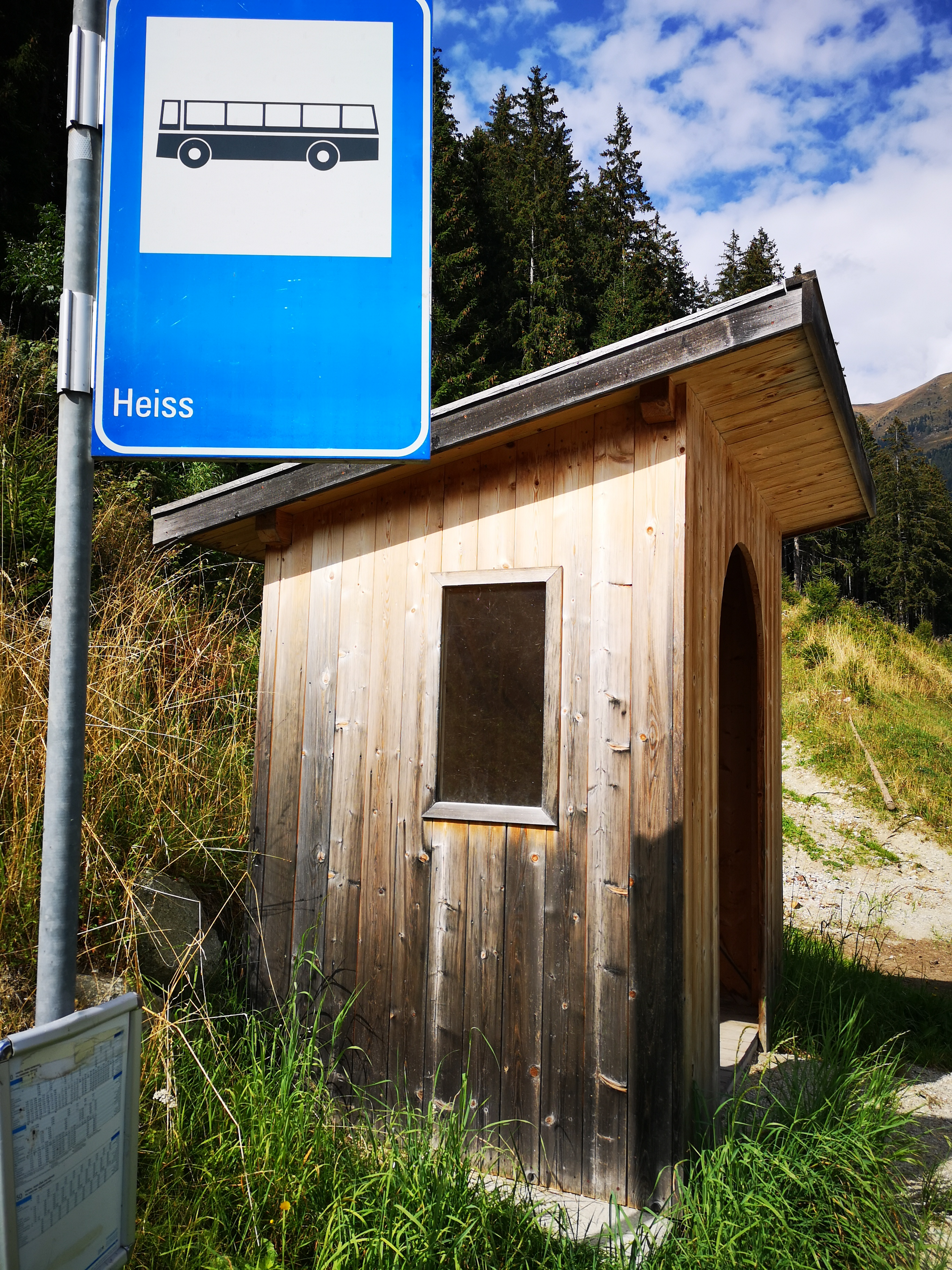
Bushaltestelle in Weißenbach-Sarntal, Südtirol
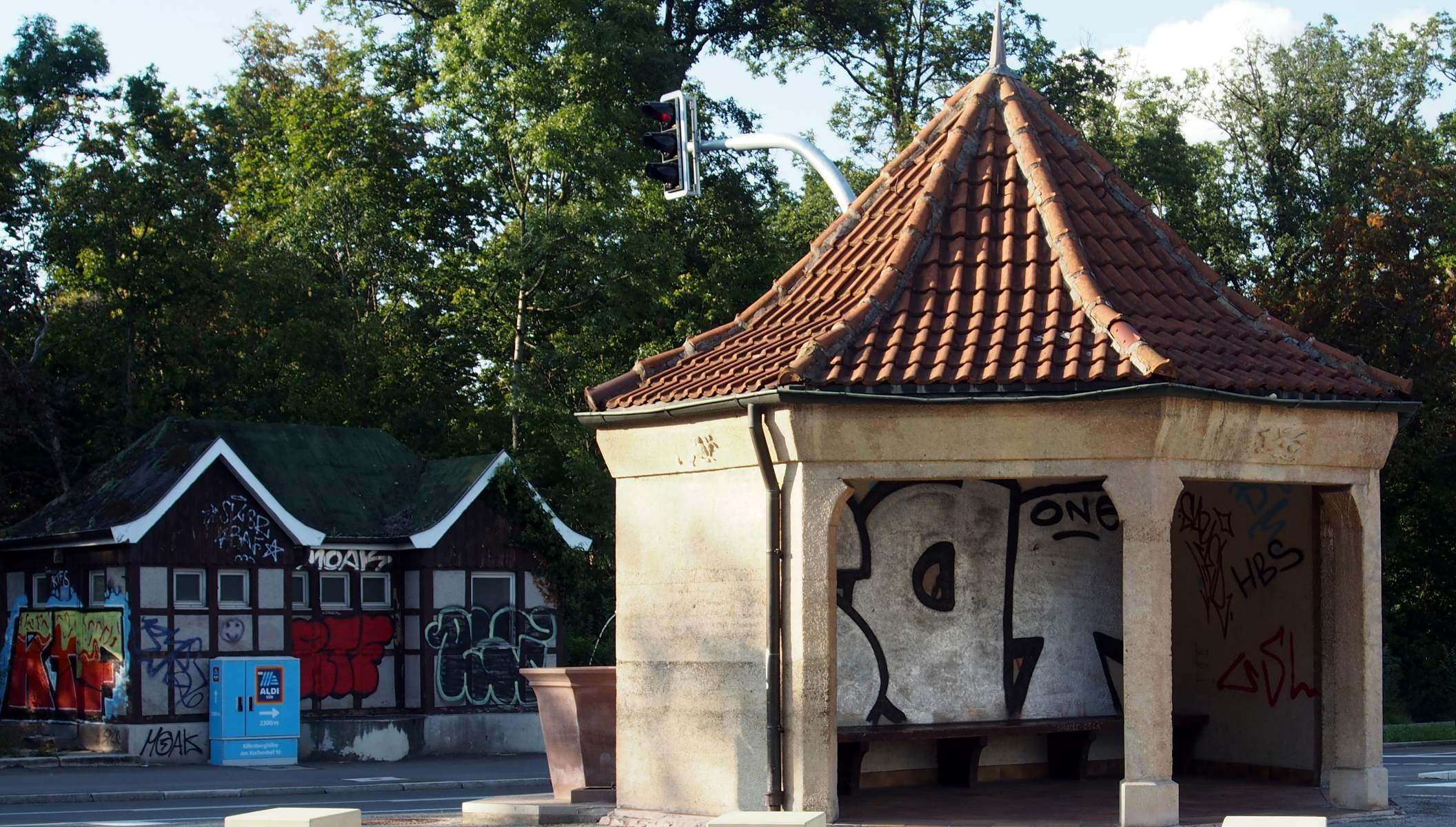
Wartehäuschen Doggenburg in Stuttgart